# Narrenattribute
Narrenattribute sind Ausstattungsgegenstände und Erscheinungsweisen, die gemeinhin mit der Figur des Narren verbunden sind. Die Vorstellung davon, woran ein Narr normalerweise zu erkennen ist, entwickelte sich im europäischen Mittelalter zwischen dem 12. und dem 15. Jahrhundert; bis etwa 1500 hatte der Narr seine ganze Vielfalt an Attributen.

Ein typischer Narr mit Gugel und Eselsohren, ansatzartigem Hahnenkamm, Schellen und Mi-Parti

## Erscheinungsweise

### Nacktheit
Nacktheit gilt – biblisch gesehen – als ein äußeres Zeichen der Abkehr des Menschen von Gott: Adam und Eva erkannten ihre Nacktheit erst nach dem Essen der verbotenen Frucht (Gen. 3,7). Mit dem Aufkommen eines Kataloges der Todsünden erscheinen Fleischlichkeit und Geilheit als Laster, das den Narren besonders anhaftet. Während ein frommer Mensch der caritas (Nächstenliebe) folgt, verschreibt sich der Narr der fleischlichen Liebe (lat. amor carnalis). Um seine Nähe zum Laster der Fleischlichkeit abzubilden, wird ein Narr in der Ikonographie meist nackt dargestellt. Im 14. und 15. Jahrhundert zeigt sich der Narr auch oft gemeinsam mit einer nackten Dame, während er selbst seine Genitalien entblößt. Bezogen auf die Bibel ist Nacktheit eine Metapher für Ehrlosigkeit und Verworfenheit.

### Haarschnitt
Während der frühe Narr aus dem 12. und 13. Jahrhundert entsprechend seiner Nacktheit den Kopf komplett geschoren hat, erscheinen später Illustrationen, die den Narren mit der typischen Mönchstonsur zeigen, häufig jedoch erhielt er zwei oder drei Haarkränze. Die Tonsur galt im Abendland als Zeichen der Demut und damit als Einschränkung des Macht- und Vollkommenheitsanspruch des Geschorenen. Während in kirchlichen Bereichen verschiedene Tonsuren bezeugt sind, tritt die zwei- oder dreikränzige Haartracht nirgendwo auf – ausgenommen beim Narren. In der Forschung wird angenommen, dass sich diese Haartracht bewusst dem Klerus gegenüberstellt, um ihn lächerlich zu machen, um erneut in der typischen Narrenposition aufzutreten: Non est deus. Im Zusammenhang mit Nacktheit erscheint es nicht verwunderlich, dass im Alten Testament das komplette Scheren des Haupthaares als schwere Ehrenstrafe angesehen wurde. Im Mittelalter wirkt diese Tatsache nach, so hat beispielsweise der fränkische Hausmeier Pippin im 8. Jahrhundert nach seiner formellen Übernahme der Königswürde den letzten merowingischen König Childerich scheren lassen.

### Narrenmal und Narrenstein

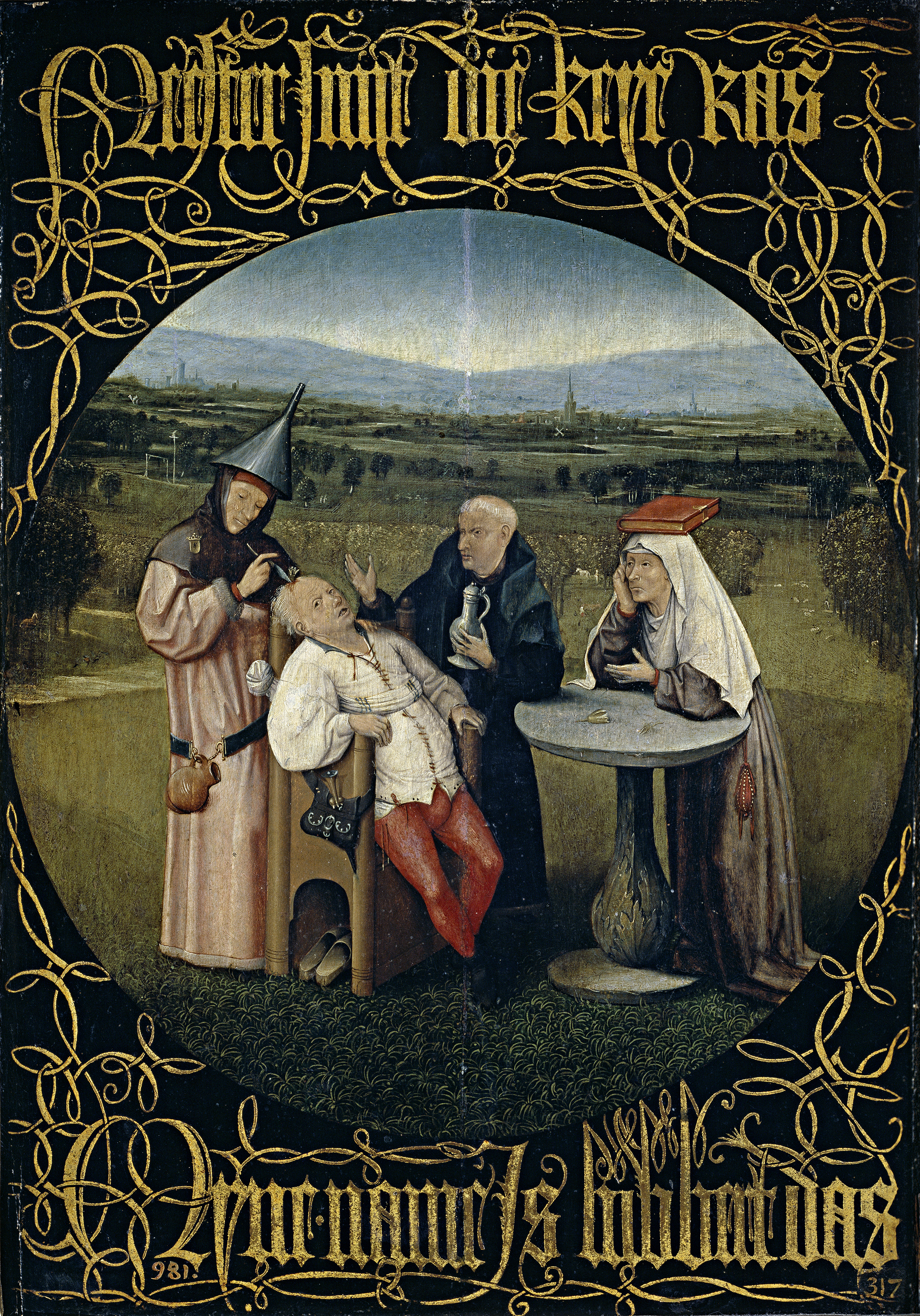
Das Steinschneiden (Hieronymus Bosch, zwischen 1488 und 1516)

In einigen Darstellungen von Narren, aber auch bei Fastnachtsmasken, findet sich auf der Stirn des Narren ein eiterndes Geschwür, das Narrenmal. Am nächsten liegt die Erklärung, dass die Menschen des 15. Jahrhunderts – seitdem ist das Stirnmal der Narren in Darstellungen bekannt – davon ausgingen, dass die Narrheit eine im Kopf wuchernde Krankheit sei und diese in schweren Fällen mit bösartigen Hautveränderungen zu Tage trete. In diesem Zusammenhang sind die vielen Gemälde und Darstellungen des 15. und 16. Jahrhunderts über das Steine- oder Narrenschneiden zu sehen. Hier soll die Narrheit aus dem Kopf des Erkrankten heraus operiert werden, meist mit kurpfuscherischen Methoden. Stellenweise trugen Narren aber gerade deswegen auch einen Stein als Attribut mit sich und behaupteten, er wäre ihnen herausoperiert worden.
Abseits dieses Erklärungmodells ist auch beim Stirnmal eine biblische Erklärung möglich: Innerhalb der bildenden Kunst um 1500 war durch das eschatologischen Denken die Apokalypse des Johannes in aller Munde. Diese Bibelstelle spricht in Offenbarung 13,16-17 und 16,2 davon, dass all jene, die dem Antichrist verfallen sind, ein Malzeichen auf der Stirn tragen würden. Denen gegenüber stehen die Auserwählten, die vom Strafgericht verschont bleiben und deshalb auf der Stirn das signum dei, das Zeichen Gottes tragen (Off. 7,3).
So zeigt sich auch hier die Antithetik zwischen dem frommen Menschen als Mensch Gottes und dem Narren als Anhänger des Teufels, dem Gotteszeichen steht das Narrenmal als negativ stigmatisierendes Zeichen gegenüber. Mit dem Stirnmal der Narrheit zeigt sich bis heute der Zusammenhang zum Fastnachts- bzw. Fastenbrauch. Sebastian Brant erwähnte in seiner zweiten Auflage des Narrenschiffs den Fastnachtsnarren, der an Aschermittwoch das Aschekreuz nicht empfangen möchte. Genau dieses Zeichen, das Zeichen Gottes, empfangen die gläubigen Christen, während der Narr mit dem Stirnmal des Teufels bezeichnet wird.

## Bekleidung

### Gewand
Bis ins 16. Jahrhundert kann die typische Narrenbekleidung mit Gugel, an der Glöckchen hängen, dem kurzgeschnittenen Kleid, dem Mi-Parti, Schnabelschuhen und Quasten nicht als einheitlich festgelegte Hofnarrentracht angesehen werden. Häufig trugen Narren, als Angehörige des Hofstaates, ein Dienerkleid, das durch die heraldischen Farben des Herrn gekennzeichnet war. Nicht selten erscheint er deshalb in einem geteilten Kleid, das wie das Wappen des Lehnsherrn geteilte Farben zeigte. Diese farbige Aufteilung galt zum Teil bis ins 18. Jahrhundert hinein als Zeichen der Abhängigkeit und Zugehörigkeit. Jedoch musste das Kleid nicht notwendigerweise im Mi-Parti geschnitten sein. Es ist daher kein ausschließliches Zeichen des Narren, ein farblich geteiltes Kleid zu tragen. Üblich war es auch das Kleid gezackt oder mit Fransen enden zu lassen, was auf die Unstetigkeit des Narren hinweisen sollte.
Für das Kleid des Narren ist das Spielmannskleid konstituierend gewesen. Die Spielmannstracht, auffällig bunt und gemustert und so das Weltliche der Musik widerspiegelnd, stellte ebenfalls wie die des Narren die Verbindung zum ehrlosen und zum unzüchtigen, unsteten und vagabundierenden Lebenswandel dar. Da die Spielleute von den Sakramenten und der Kirchengemeinschaft ausgeschlossen waren, standen sie am Rande der Gesellschaft und somit auf ähnlich niedriger gesellschaftlicher Stufe wie die Narren. Spielleute übernahmen außerdem nicht selten die Funktion des künstlichen Narren, also Hofnarrenfunktion; dies unterstreicht die Nähe zum eigentlich typischen Narren.
Die bunten Farben und die Glöckchen machen zudem die Nähe des Geisteskranken zu Aussätzigen, den Leprosen, deutlich, die mit ihren Klappern und ihrem Gewand auf sich aufmerksam machen mussten. Oft wurden die Farben Gelb und Grün verwendet, die als die Farben als der Tollheit galten. Vor allem Gelb hatte im Mittelalter eine schlechte Bedeutung, da ihm der schädliche Einfluss des Safrans zugerechnet wurde.
Somit hat die Standardkleidung des Narren, wie sie seit Anfang des 15. Jahrhunderts belegt ist, zwei Wurzeln: Sie weist Merkmale des Torenkleides natürlicher Narren auf, gepaart mit den Kleidungselementen der künstlichen Narren, der Spielleute. Um zusätzlich den niedrigen Stand des Narren zu kennzeichnen, spielt auch die Diener- oder Dienstbotenkleidung eine Rolle. Das somit entstandene Kleid des Narren macht also seine niedrige Herkunft, seine Nähe zu unehrlichen Berufen und damit zur Lasterhaftigkeit deutlich.
Des Öfteren trug der Narr am Gürtel seines Gewandes auch einen Holzdegen.

### Gugel/Narrenkappe
Die Narrenkappe ist eines der jüngsten Narrenattribute. Sie entwickelte sich im 14. Jahrhundert aus der damals verbreiteten Gugel. Die Gugel wurde vom normalen Volk getragen und ähnelt den Kapuzen der Mönche. Die Gugel des Narren unterschied sich von der herkömmlichen Gugel zunächst durch buntere Farben, einen besonders langen Kapuzenzipfel oder durch mehrere Zipfel. Durch sie zeigte sich der Narr als gottesferner Frevler. Bis zum 15. Jahrhundert wurde die Kopfbedeckung des Narren durch weitere Attribute ergänzt: Eselsohren, Schellen und/oder ein Hahnenkamm.
Die Narrenkappe wird heute in modernisierter Form häufig im Karneval oder der Fastnacht getragen und stellt eines der wichtigsten Symbole des Rheinischen Karnevals dar.

#### Eselsohren
Bezugnehmend auf die exzentrische Gugel bildete sich mit den Eselsohren in der zweiten Hälfte des 13. Jahrhunderts ein weiteres Merkmal des Narren heraus: Von den vielen Zipfeln an der Gugel standen zwei senkrecht nach oben ab, die sich im Lauf der Zeit als Ohren mit nach außen gerichteten Ohrmuscheln herausprägten. Die Beziehung zum Esel lässt sich u. a. auf ein mittelhochdeutsches Lied verfolgen, wo sich ein Esel als Löwe verkleidet, sich jedoch durch seine herausragenden Ohren verrät (… da erkos an im sin meister esels oren, er strafete in also mit slegen, daz er vil kreftelos gelak: also geschiht den toren … – da sah sein Meister an ihm Eselsohren, so strafte er ihn, bis er kraftlos darniederlag: so geschieht es den Narren). Der Esel war in der Allegorie ein grundlegendes negatives Tier: Er stand für das Laster der Trägheit (acedia), war dumm (vgl. das heutige Schimpfwort dummer Esel) und damit unwissend, also ein Beispiel für die Häresie der Gottesleugner. Daher erhielt der Esel bei der Schöpfung nach mittelalterlicher Auffassung die langen Ohren des Teufels. In Anbetracht der Gottesferne bzw. Teufelsnähe des Narren sind also die Eselsohren des Narren nicht verwunderlich. Dass die Eselsohren als einschlägiges Narrenattribut im 15. Jahrhundert eindeutig Eingang gefunden hatten, beweisen unzählige Belege: So stellt beispielsweise Sebastian Brant im Narrenschiff einen Narren mit zurückgeschlagener Gugel dar, dem tatsächlich echte Eselsohren gewachsen sind. In der heutigen Fastnacht erscheinen teilweise voll ausgeprägte Esel bzw. Narren mit einer Eselsmaske, so z. B. der Butzesel in Villingen.

#### Hahnenkopf

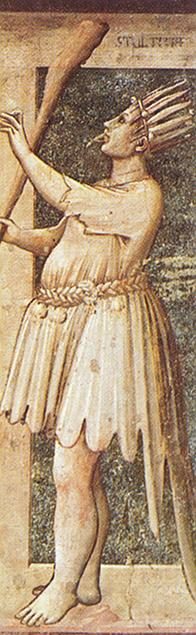
Giotto di Bondone: Stultitia mit Federschmuck, 1303–1305. Die Allegorie Narrheit – nicht auf den ersten Blick zu erkennen – steht auch hier mit Hahnenfedern, Narrenkolben und nackten Füßen in der Tradition des typischen Narren.

Als eindeutige Negativbezeichnung des Narren erscheint ein Hahnenkopf, der sich später in einen Hahnenkamm verringert hat. Er befindet sich direkt zwischen den Eselsohren auf dem Scheitel der Gugel. In der mittelalterlichen Tierinterpretation häufiger als positive Gestalt dargestellt, wird der Hahn hier negativ konnotiert: Die Verkörperung des Lasters der sexuellen Begierde. Der Narr als homo carnalis (Mensch des Fleisches) kann seine sexuellen Gelüste nicht kontrollieren und wird durch den Hahnenkopf oder -kamm als solcher identifiziert. Dass in seltenen, spätmittelalterlichen Darstellungen der Hahnenkamm gar durch einen erigierten Penis ersetzt wird, steht also ganz in der Tradition des Hahnes und seiner Geilheit.
Noch heute kann man ein Überbleibsel dieses Symbols mit der Narrenkappe im Rheinischen Karneval finden.

### Schnabelschuhe

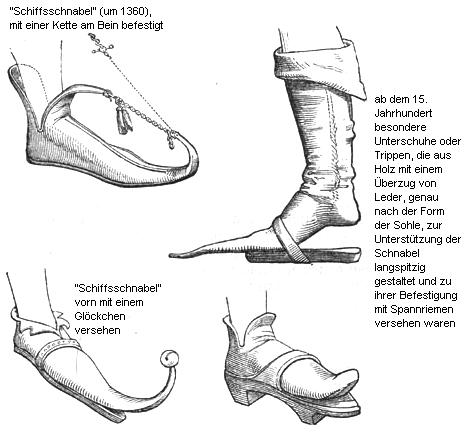
Schnabelschuhe, unten rechts auch eine Trippe

Wie die mehrkränzige Tonsur, die Schellen, die Gugel, die Marotte und andere Attribute stellen die Schnabelschuhe eine Verulkung der Geistlichkeit dar. Während Mönche oftmals – im Sinne der Askese und Demut – barfuß auftreten, schmückt sich der Narr mit teuren, pelzbesetzen oder samtigen Schuhen, die als Verzierung nach oben gebogen waren, was zusätzlich Material verbrauchte. Er macht sich daher der superbia, der Hoffart oder Eitelkeit schuldig, einer der sieben Todsünden. Die Todsünden haben einen engen Bezug zum Narren und zum Teufel; wer sich einer Todsünde schuldig macht, wird nach seinem Tod mit Höllenstrafen gepeinigt.

### Schellen

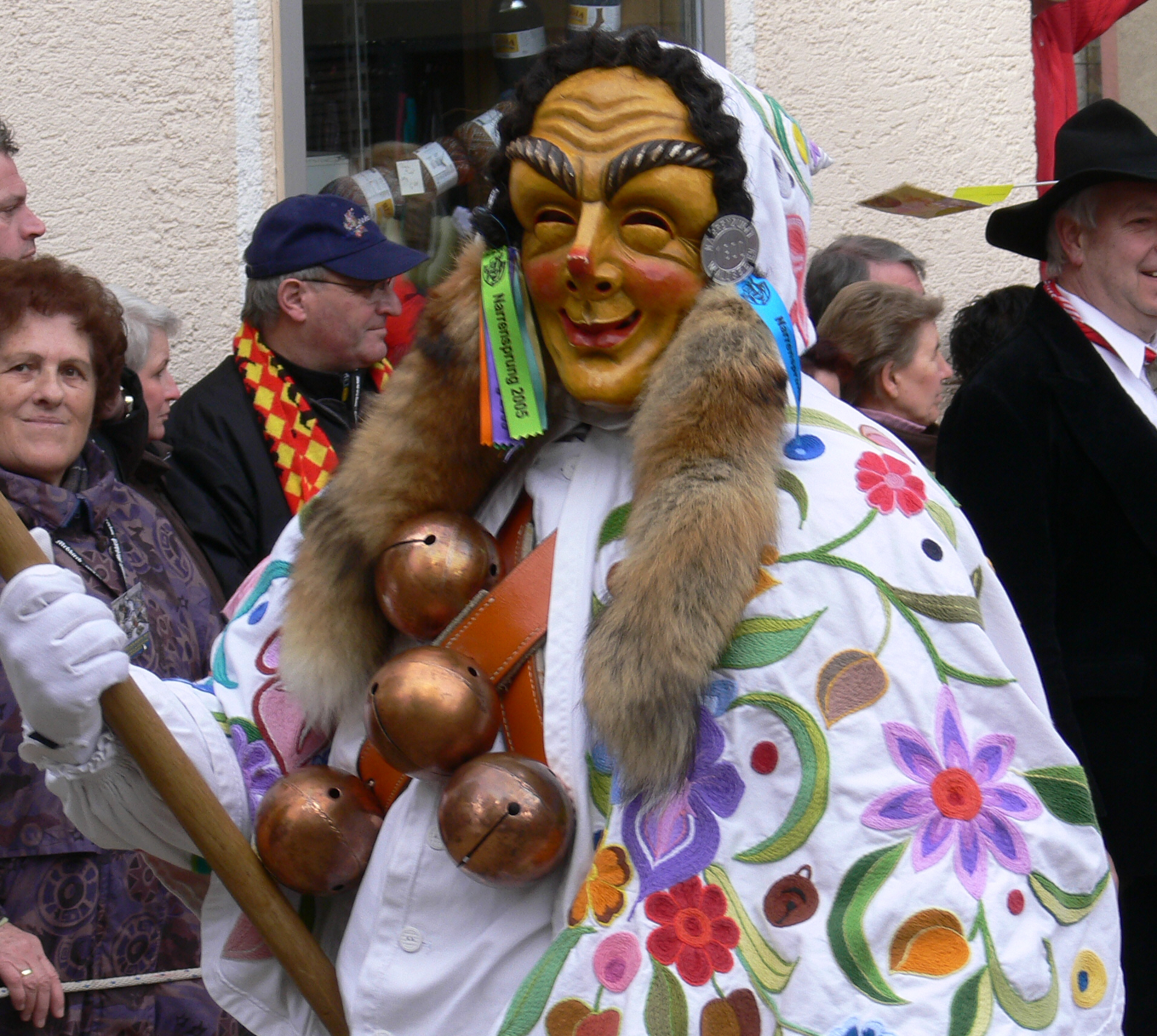
Faselhannes der Narrenzunft Bad Waldsee mit Schellen und Fuchsschwanz

Schellen gewannen im 15. Jahrhundert so stark an Bedeutung als Narrenattribut, dass sie zeitweise sogar als wichtigstes Merkmal galten. Bereits im frühen 14. Jahrhundert ist vereinzelt ein Narr aus Psalm 52 belegt, an dessen Narrenkappe runde Verzierungen hängen; doch ist nicht sicher, ob es sich hierbei tatsächlich um Schellen handelt. Sicherer erscheinen Illustrationen im D-Initial des Psalmes, in denen der Narr deutlich mit Schallschlitz ausgestattete Schellen trägt. Während im Hochmittelalter das Tragen von sog tintinnabula (dt. Glöckchen) ausschließlich dem Kaiser als positives Symbol vorbehalten war, entwickelte sich im Spätmittelalter eine Kleidungsmode, sich mit Glöckchen und Schellen zu schmücken (Schellentracht). Während diese Mode gegen Ende des 15. Jahrhunderts als altmodisch und völlig vulgär galt und daher als Tracht verschwand, schmückte sich der Narr weiterhin mit den Glöckchen, was ihn damit noch lächerlicher machte. Spätestens jetzt hatte sich ein negativer Kontext durchgesetzt, welcher die Schellen als Narrensymbol geradezu vorschrieb. Als Kennzeichen des Bösen standen sie für Verführung, hohles Geklingel und für das Laster der Geschwätzigkeit, was bereits im 9. Jahrhundert durch Rabanus Maurus erwähnt wurde. Jener begründete dies mit dem Paulus-Wort 1. Kor., 13, 1: Si linguis hominum loquar et angelorum caritatem autem non habeam factus sum velut aes sonans aut cymbalum tinniens (Wenn ich in den Sprachen der Menschen und Engel redete, hätte aber die Liebe (= Nächstenliebe) nicht, wäre ich tönendes Erz oder eine klingende Schelle.) Übertragen bedeutet dies: „Ohne Nächstenliebe ist mein Lob und meine Rede nichts als Geschwätz.“ Hier schließt sich der Kreis zum Narren wieder: Der Narr verfolgt die amor carnalis und Eigenliebe, Nächstenliebe kennt er nicht; er steht für Lieblosigkeit und selbstgefälliges Geschwätz. Aufgrund dieser Allegorie wurde der Narr im ausgehenden 15. Jahrhundert geradezu mit Schellen überhäuft: Sie waren an sämtlichen Zipfeln des Gewandes, an der Marotte, an der Gugel etc. angebracht. Noch heute sieht man keinen Fastnachtsnarren, der nicht irgendwo Schellen oder Rollen (runde Glocken mit Schallschlitz) trägt. Die barocken Narros in der schwäbisch-alemannischen Fastnacht tragen viele Rollengurte, und in der tirolischen Fastnacht verkörpern Scheller und Roller genau diese mittelalterliche Tradition.

## Metaphorische Attribute

### Spiegel und Narrenspiegel
Der Spiegel ist eine Weiterentwicklung der Marotte. Während der Narr in seiner Selbstverliebtheit zunächst noch mit seiner ihm ebenbildlichen Puppe = Marotte spielt, betrachtet er sich spätestens ab dem 15. Jahrhundert auch selbst im Spiegel. Personen, die mit einem Spiegel dargestellt wurden, galten nach mittelalterlichen Vorstellungen als verblendet und blind für Gott. Auch hier erscheint der Narr wieder als der Gottesleugner. In Zusammenhang mit der Nähe des Narren zum Tod grinst ihm in manchen Illustrationen statt seines eigenen Gesichts ein Totenkopf entgegen.
Eine weitere Variante des Narrenspiegels, die sich selbst erklärt, findet sich am Rathaus von Nördlingen:

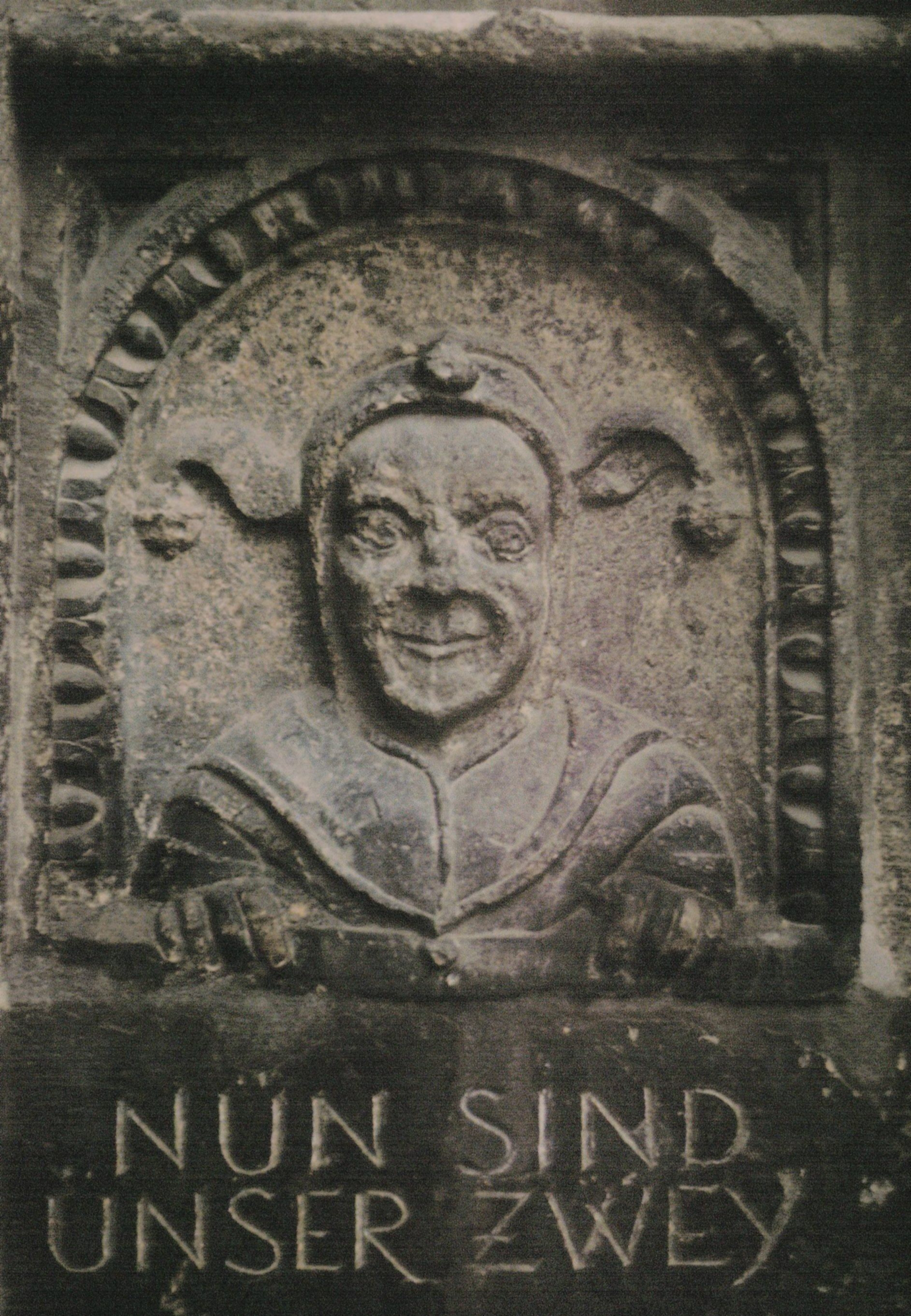
Narrenspiegel am Rathaus von Nördlingen

Später ist der Narrenspiegel ein symbolischer Begriff, er meint nämlich den Spiegel, welche der Hofnarr durch seine Reden dem Fürsten und der Narr der Welt vorhält, damit diese ihre Dummheit und Unzulänglichkeit erkennen sollen. In dieser Bedeutung ist der Begriff positiv besetzt, als notwendige und nützliche Kritik. Direkt verwandt mit dieser Bedeutung ist die belehrende Literaturgattung des Spiegels in Antike und Mittelalter. Der Begriff lebt heute weiter als Name etwa von Karnevalsvereinszeitschriften, aber auch in Literatur und Film, siehe: Narrenspiegel (Begriffsklärung).

### Stundenglas
Das Stundenglas wird in mittelalterlichen Illustrationen eigentlich häufiger mit dem Tod, meist in Gestalt eines Skeletts, dargestellt. Da jedoch der Narr durch seine Rolle als Erinnerer an die Vanitas eine unmittelbare Beziehung zum Tod hatte, erscheint er gelegentlich mit einem Stundenglas in der Hand, das dem Betrachter ins Gedächtnis rief, dass irgendwann das Glas abgelaufen sein wird und das Leben zu Ende ist (memento mori). Dies erklärt auch, warum die Figur des Todes nicht selten im typischen Narrengewand mit Eselsohren und Gugel dargestellt wurde, so z. B. in Totentänzen.

### Ordenskette
Bezüglich der Herkunft des Narrenkleides erscheint der Narr, insbesondere der Hofnarr, ab und zu mit einer Ordenskette um den Hals. Die Ordenskette war oft mit den Wappenschilden des Herrn, dem die Narren unterstanden, und stellt so die Zugehörigkeit des Narren zu seinem Herrn dar.

### Brot
In den frühen Psalterillustrationen zu Psalm 52 (Lutherübersetzung Psalm 53) erscheint der Narr oft mit einem Brot in der Hand, das mit einem Kreuz gekennzeichnet ist. In manchen Illustrationen ist er gerade im Begriff, in das Brot zu beißen. Der Narr mit dem Brotattribut beruht auf Vers 5 des Psalms 52 (53): „Nonne scient omnes qui operantur iniquitatem qui devorant plebem meam ut cibum panis?“ („Haben keine Erkenntnis die, welche Frevel tun, die mein Volk fressen, als äßen sie Brot?“), möglicherweise stärker noch auf dem „Brot der Gottlosigkeit“ aus dem Buch der Sprüche 4, 17: „Comedunt panem impietatis - Sie essen des Frevels Brot“. Der Narr steht hier, streng getreu seiner Gottesverneinung, als Frevler, der Gottes Volk vom rechten Glauben abzubringen versucht, und es daher „aufisst wie Brot“.

### Narrenwurst

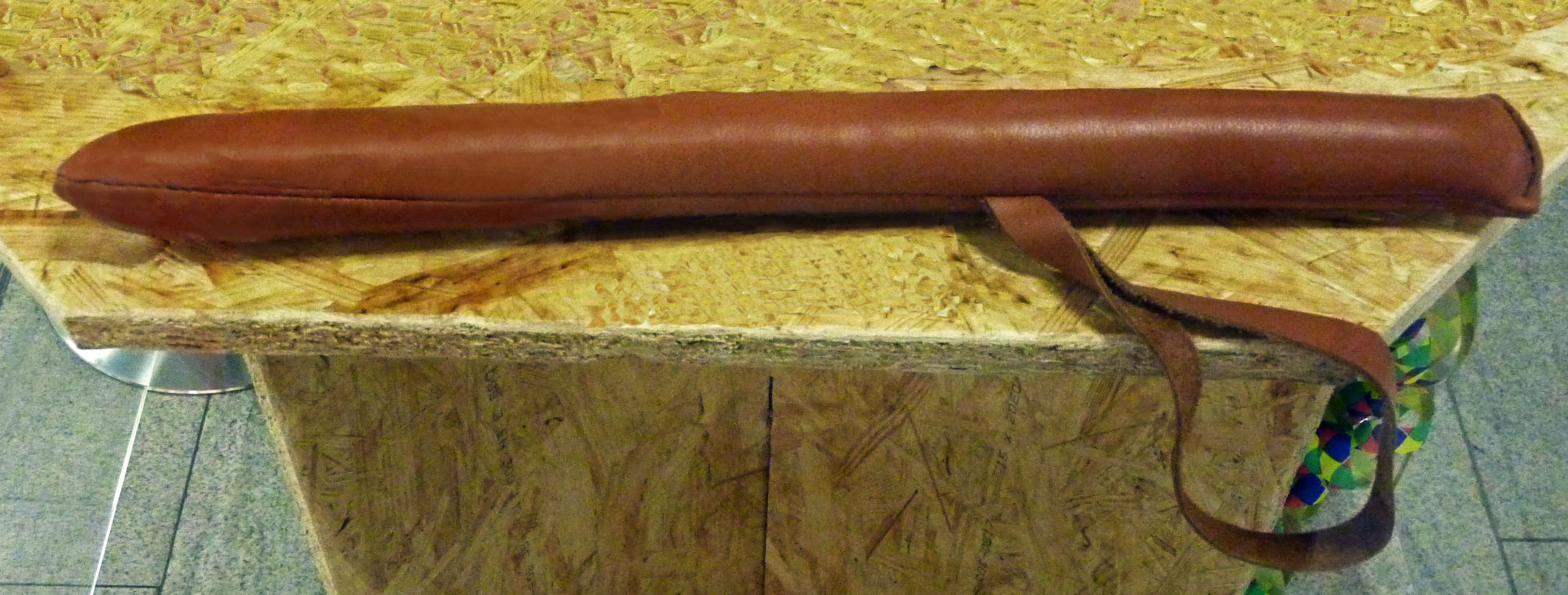
Narren- bzw. Sandwurst der Narrenzunft Schömberg

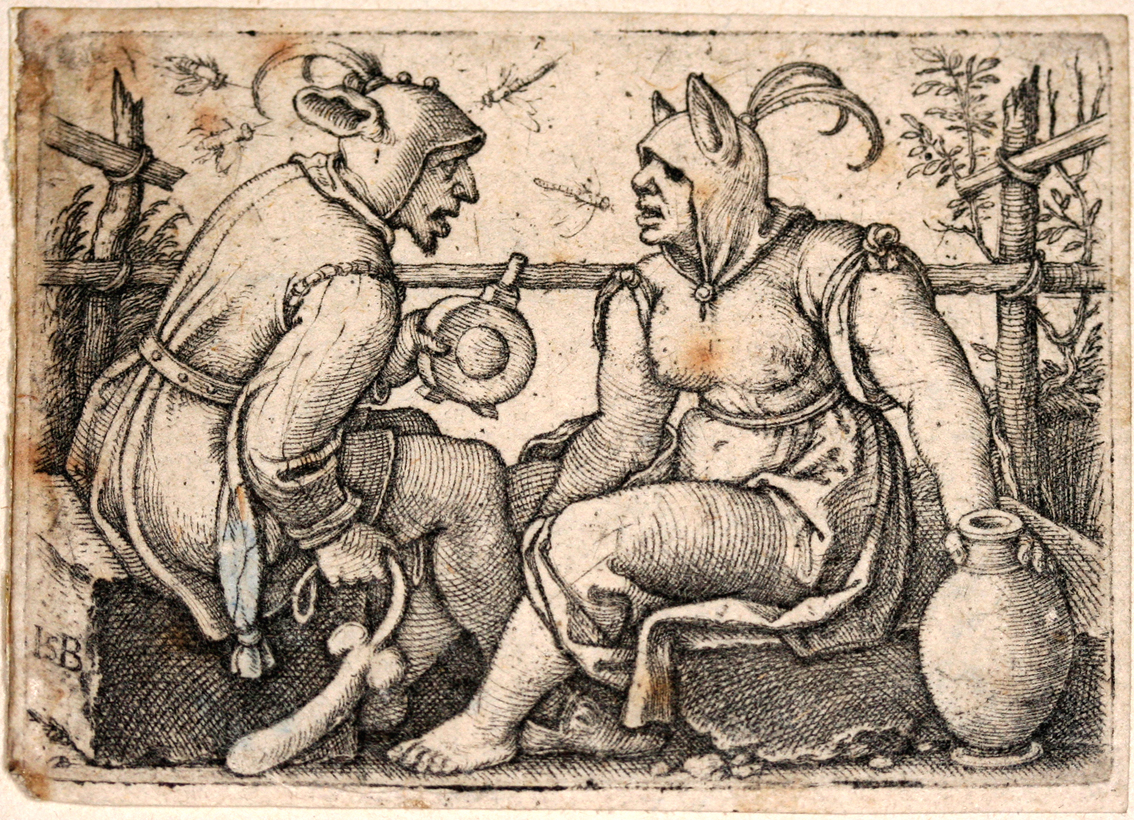
Narr und Närrin, Stich von Hans Sebald Beham, 16. Jh.

Die Narrenwurst ist ein wurstförmiger, länglicher Lederbeutel (30 bis 50 cm lang), mit Rosshaar ausgestopft, der an einen Phallus erinnert. Die Narrenwurst kennzeichnet den Narren als jemanden, der an fleischlichen Lüsten orientiert ist, sowohl in Bezug auf Völlerei als auch auf sexuelle Begierde. Daneben dient die Narrenwurst dem Narren als Schlaginstrument, z. B. zur Selbstverteidigung.

### Fuchsschwanz
Ab ca. 1450 trägt der Narr in Psalm 52 ein weiteres Utensil in der Hand: Eine Art Wedel, der an einem Stab befestigt ist. Dass es sich hierbei tatsächlich um einen Fuchsschwanz handelt, beweisen andere, eindeutige Beispiele aus späterer Zeit. Der Fuchsschwanz, den der Narr teilweise auch an der Gugel befestigt hatte – so wie es viele Narren der schwäbisch-alemannischen Fastnacht heute noch haben –, hat genauso wie der Fuchs allgemein seit der Spätantike eine durchweg negative Bedeutung. Christliche Theologen setzten den Fuchs mit dem Teufel gleich, bzw. interpretierten ihn als vom Prinzip des Bösen geleiteten Betrüger der Menschen, als Bild des Häretikers oder als Verkörperung des Sünders schlechthin. Auch stand er für einzelne Laster wie den Geiz, den Betrug und die Unmäßigkeit. Seit dem 15. Jahrhundert ist dann nicht mehr der Fuchs als Ganzes, sondern nur noch sein Schwanz Sinnbild für diese Bedeutungen, so hat Sebastian Brant im Narrenschiff wie auch auf anderen Einblattdrucken den Fuchsschwanz thematisiert. Bei Brant hat sich die Bedeutung des Fuchsschwanzes als Zeichen für verlogenes Geschwätz und üble Nachrede erweitert. Aus diesem Grund wurden im ausgehenden Mittelalter Betrüger und zwielichtige Menschen als "Fuchsschwänzer" bezeichnet. Die oftmals verbreitete Annahme, der heutige Fastnachtsnarr trage den Fuchsschwanz als Zeichen seiner Schläue, ist angesichts dieser Bedeutung falsch. Ein Beispiel aus der bildenden Kunst ist das Gemälde Der Rommelpotspieler des flämischen Malers Frans Hals.

## Zepterartige Stöcke, „Waffen“

### Keule
Die Bedeutung der Keule, auch Narrenkolbe, die der historisch frühe Narr in der Hand schwingt, ist unklar. Möglicherweise geht auch dies Attribut auf eine Bibelstelle zurück (Sprüche 19, 29: Für die Spötter wird der Stock bereitgehalten, und Prügel für den Rücken der Toren). In der zweiten Hälfte des 13. Jahrhunderts entwickelt sich die Keule immer mehr antithetisch zum Zepter des Königs David.

### Marotte

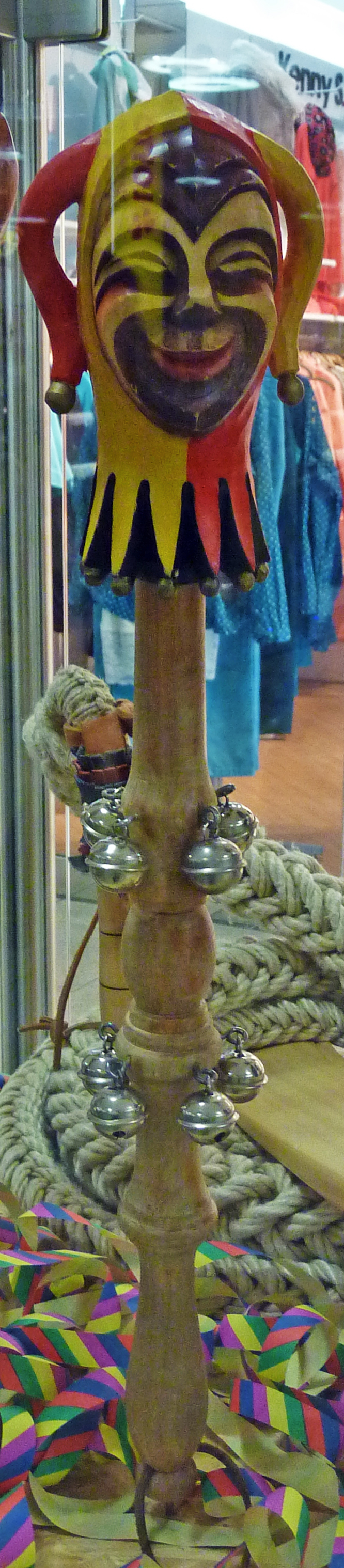
Marotte der Freiburger Burgnarren

Mit der Entwicklung der Keule zur Antithese zum Zepter des Königs entwickelte die Keule sich zur Marotte; die Spitze der Keule bekam einen ungefähr faustgroßen Kopf, den der Narr wie eine Art Puppe vor sich her trägt (vgl. frz. Marionette = Puppe). Aus verschiedenen Quellen geht hervor, dass diese Puppe das Porträt des Trägers versinnbildlicht; er trägt also sein eigenes Konterfei vor sich her. Daraus resultiert, dass der Narr auf sein eigenes Ich beschränkt ist, quasi in sich selbst verliebt ist; ihm fehlt die Nächstenliebe (lat. caritas) und insbesondere die Liebe zu Gott. Somit stellt die Marotte ein weiteres Attribut dar, das den Narrentypus mit der Losung Non est deus unterstreicht.

### Blase

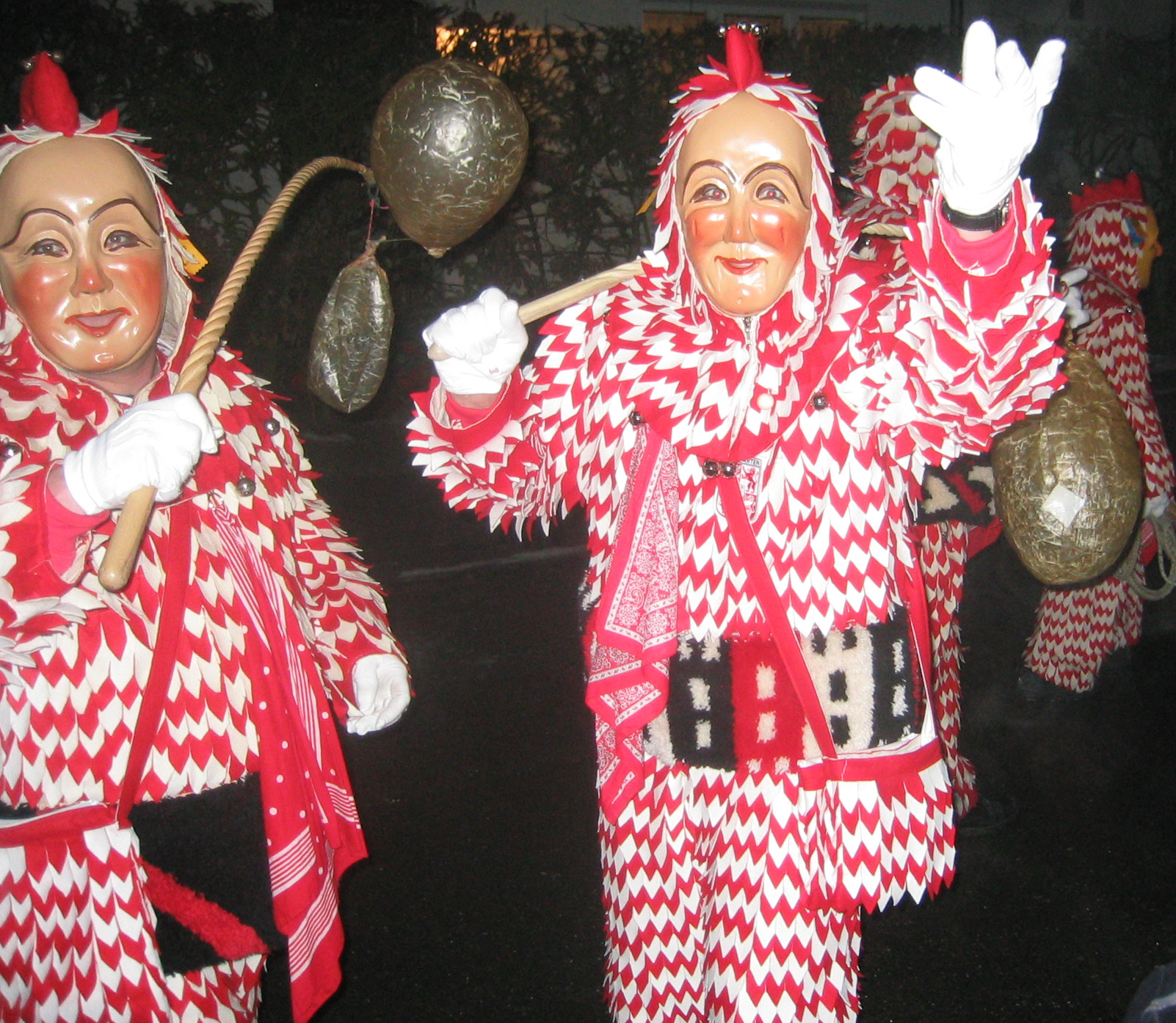
Weingärtner Plätzler mit Saubloder

Bezugnehmend auf das kugelförmige Brot, in das der Narr in den Psalterien hineinbeißt oder mitunter nur in der Hand hält, wird ein runder Gegenstand in der niederländischen Malerei des ausgehenden Mittelalters oft als Sottebolle bezeichnet, als Narrenbollen, wobei Bollen einen runden, kugelförmigen, klumpenartigen Gegenstand meint.
Bereits im 14. Jahrhundert kündigte sich ein Verständniswandel dieses runden Brotes an. Während nun der Narr weiterhin einen runden Gegenstand zum Mund führt, hält der antithetische Christus ebenso einen runden Gegenstand in der Hand. Noch in karolingischer Zeit wäre dieser Gegenstand in der Hand Christi als Hostie und damit als Gegenstück zum Narrenbrot gedeutet worden, ab dem 10. Jahrhundert aber erscheint der Messias vermehrt mit einem Reichsapfel, die Herrschaft über Himmel und Erde symbolisierend. Geht man von der in Psalterillustrationen vorherrschenden Antithetik aus, so kann der runde Gegenstand des Narren kein Brot mehr sein, was auch dadurch bestätigt wird, dass seit dem 15. Jahrhundert dieser Gegenstand nicht mehr braun, sondern blau dargestellt wird. Aus dem Brot wurde also die in anderen Ikonographien oftmals auftauchende gläserne Kugel oder Blase der Vanitas. Dies wird durch eindeutige spätere Stiche bestätigt, so steht in einem Kupferstich aus dem Ende des 16. Jahrhunderts in der Kugel bzw. Blase des Narren: Vanitas vanitatum et omnia vanitas (Alles ist nichtig und eitel). Damit schließt sich auch hier wieder der Kreis zum gottverneinenden Narren, der dem Tod nahesteht und darüber hinaus darauf hinweist, dass der Mensch vergänglich ist. Die Vanitasblase hat noch in der heutigen Fastnacht Tradition, erscheinen nicht wenige Fastnachtsnarren im südwestdeutschen Raum mit einer leeren Schweinsblase ("Saubloder") in der Hand und deuten auf das Wesen aller Narrheit hin: Vanitas. Bezeichnend ist auch, dass aus der lateinischen Bedeutung für "leerer Sack" oder "Ballon" (follis) das französische fou (= verrückt) und das englische fool (= Narr) entstand.

### Karbatsche

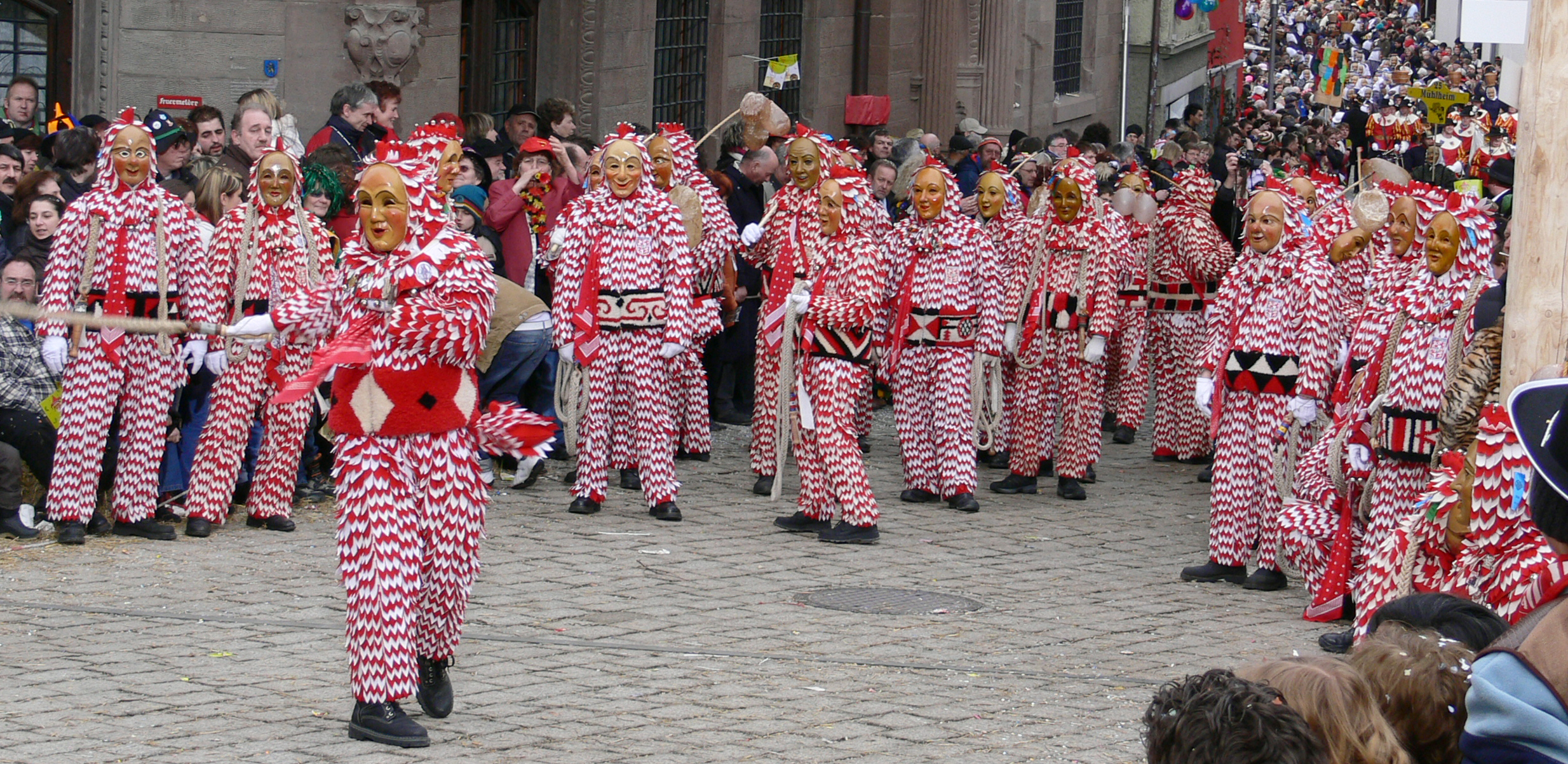
Weingärtner Plätzler mit Karbatsche

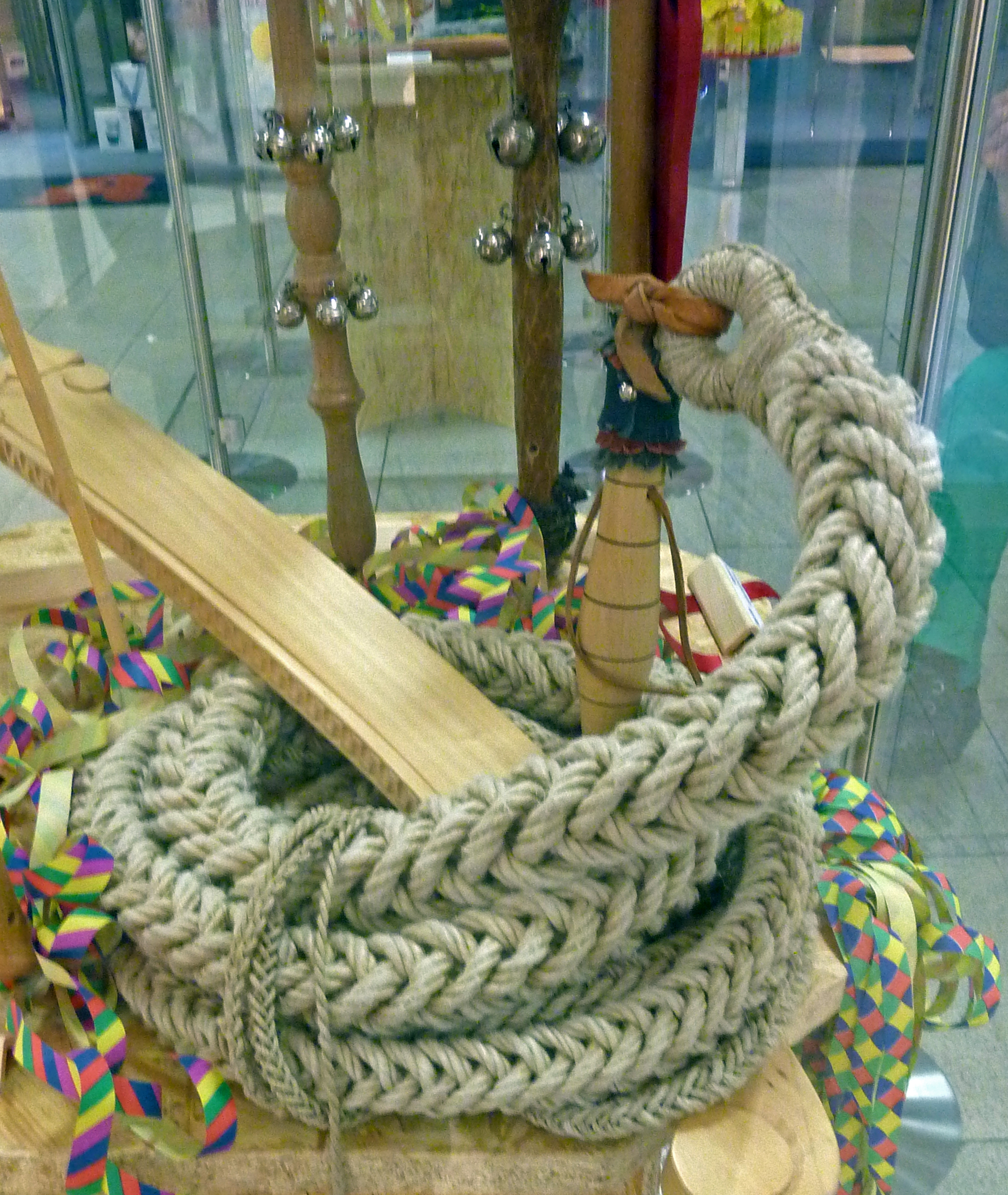
Karbatsche der Historischen Narrenzunft Markdorf

Eine Karbatsche ist eine aus ledernen Riemen oder Hanfseilen geflochtene Peitsche mit einem kurzen Holzstiel.
Der Name kommt entweder aus dem polnischen karbacz = lederne Hetzpeitsche oder stammt von der türkischen Bezeichnung Kurbatsch ab. Karbatschen werden heute überwiegend durch Seilereien im oberschwäbischen Raum vertrieben. Die Herstellung hat sich seit Jahrhunderten kaum verändert.
Die Karbatsche diente ursprünglich dem Viehtrieb. Heute ist sie ausschließlich in der oberschwäbischen Fasnacht (Fasnet) zu finden, wie beispielsweise in Weingarten (Württemberg) bei der Plätzlerzunft oder in Stockach.

### Pritsche
Eine andere, symbolische Waffe des Narren ist die Pritsche, auch „Klatsche“ genannt. Sie besteht aus Z-förmig gefaltetem Karton, der beim Aufschlagen einen lauten Knall, jedoch praktisch keinen Schmerz erzeugt. Die Pritsche ist heute im Karneval verbreitet und auch als „Waffe“ der Kasperle-Figur bekannt.